# Phylloboea
Phylloboea é um género botânico pertencente à família Gesneriaceae.

## Espécie
Phylloboea sinensis

## Nome e referências
Phylloboea Oliver